# Nürnberg–Crailsheim-vasútvonal

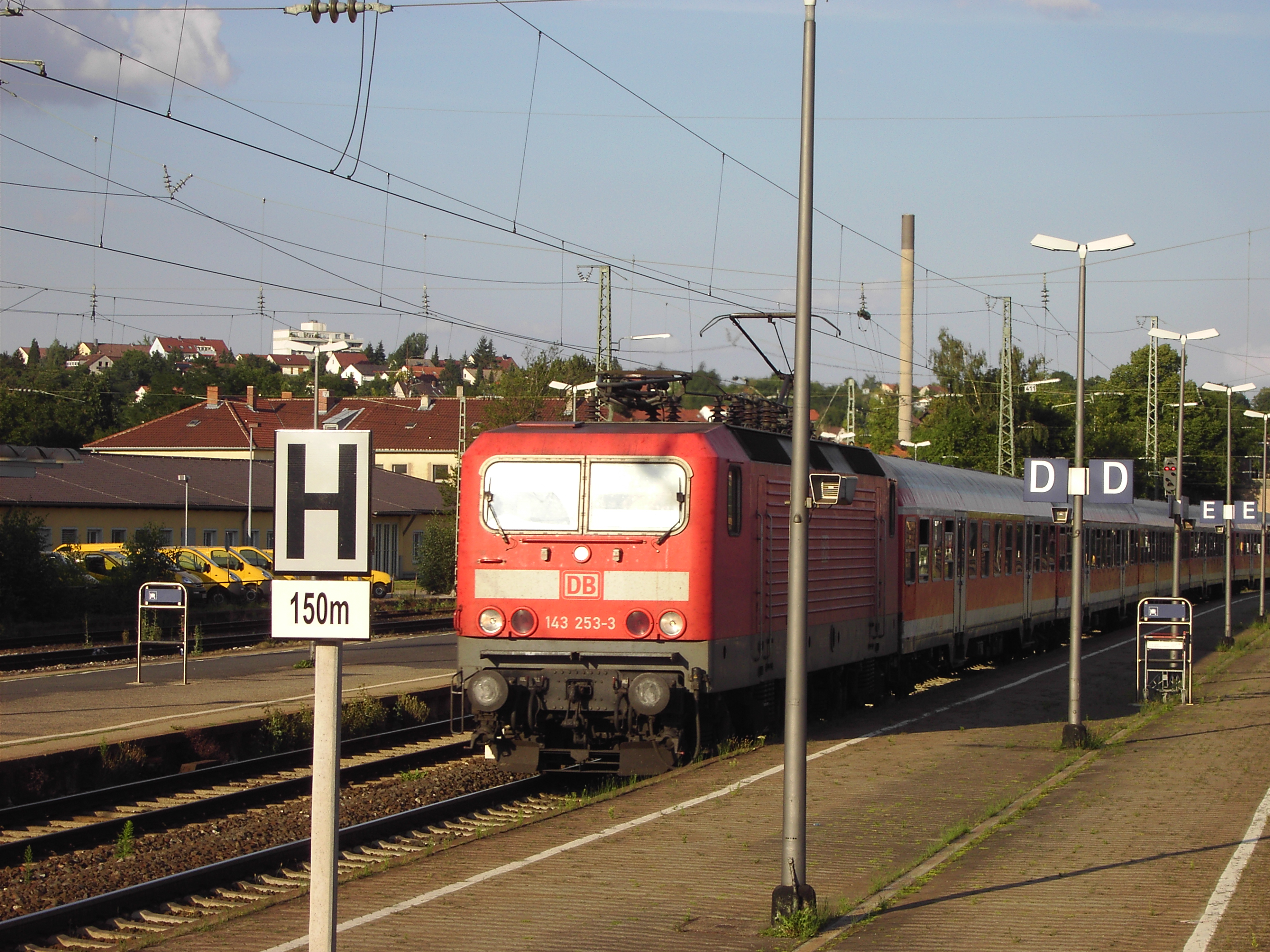
DB 143 sorozatú villamosmozdony egy Regionalexpressel Ansbach állomáson

A Nürnberg–Crailsheim-vasútvonal egy normál nyomtávolságú, kétvágányú 15 kV, 16,7 Hz-cel villamosított vasútvonal Németországban Nürnberg és Crailsheim között. A vasútvonalat a Königlich Bayerische Staats-Eisenbahnen építette. A vonal hossza 90,4 km, engedélyezett sebesség 120–160 km/h.